# Rispond Point
Rispond Point es un cabo de Escocia, Gran Bretaña. Situado cerca del pueblo de Durness. En este cabo, se encuentra los restos de un antiguo estratovolcán. Compuesta de rocas volcánicas y también de gneiss. Sus coordenadas son estas: 58.538390° -4.689786°.